# Hermann zu Wied

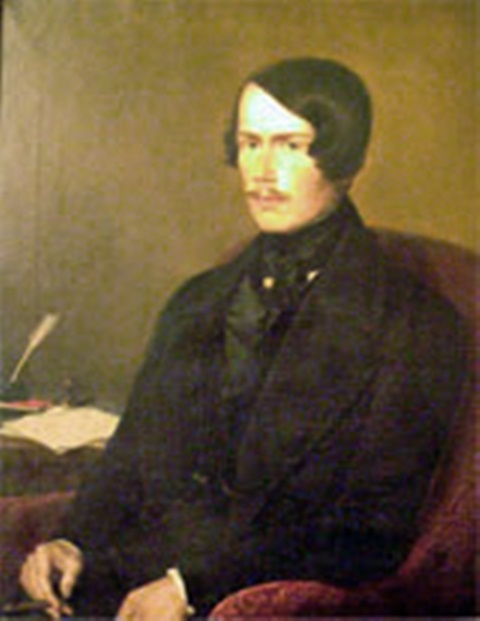
Hermann Fürst zu Wied

Wilhelm Hermann Karl Fürst zu Wied (* 22. Mai 1814 in Neuwied; † 5. März 1864 ebenda), in der Kurzform auch Hermann Fürst zu Wied, war der 4. Fürst zu Wied, Standesherr im Königreich Preußen und letzter Präsident des „Mainzer Adelsvereins“.

## Leben

Hermann Fürst zu Wied

Hermann Prinz zu Wied studierte in Göttingen und Bonn und war 1834 als Sekondeleutnant dem Garde-Kürassier-Regiment aggregiert. Nach dem Tod seines Vaters 1836 wurde er der 4. Fürst zu Wied. In diesem Zusammenhang hat er im selben Jahr seinen Abschied als Rittmeister erhalten und ist zum II. Bataillon des 4. Garde-Landwehr-Regiments übergetreten. 1839 hat Wied den Charakter als Major erhalten und wurde Führer des 2. Aufgebots des I. Bataillons (Neuwied) des 29. Landwehr-Regiments. Er avancierte dann 1845 zum Oberst und wurde gleichzeitig Chef des 29. Landwehr-Regiments. Im unruhigen Revolutionsjahr 1848 verzichtete er durch Vertrag für sich und seine Nachkommen unwiderruflich auf alle Regierungsrechte und am 30. Oktober 1848 wurde die fürstlich-wiedische Regierung aufgelöst. 1845 bis 1864 gehörte er dem Provinziallandtag der Rheinprovinz an. Er nahm allerdings nur 1845 und 1847 beim ersten Vereinigten Landtag an den Parlamentsberatungen teil. 1850 war er Mitglied des Volkshauses des Erfurter Unionsparlaments.
Bereits im Jahr 1842 gehörte er mit anderen 20 Adligen, überwiegend Vertreter des Hochadels, zu den Gründern des Mainzer Adelsvereins (auch „Verein zum Schutze deutscher Einwanderer in Texas“), in dessen Präsidentschaft ihm am 12. Mai 1851 Karl Fürst zu Leiningen (1804–1856) nachfolgte. Die Siedlung Neu Wied, wenige Kilometer nördlich von New Braunfels am Guadalupe River im östlichen Comal County gelegen, wurde nach der Epidemie von 1846 als größere Waisenanstalt mit integrierter Schule errichtet, als mehr als 300 deutsche Siedler in der Region gestorben waren. Später entwickelten sich daraus eine Hochschule und Universität. Auch gibt es im Lavaca County die Ortschaft Wied (Texas).
Schließlich hat Wied 1858 den Charakter zum Generalmajor und 1861 den zum Generalleutnant erhalten.

## Familie

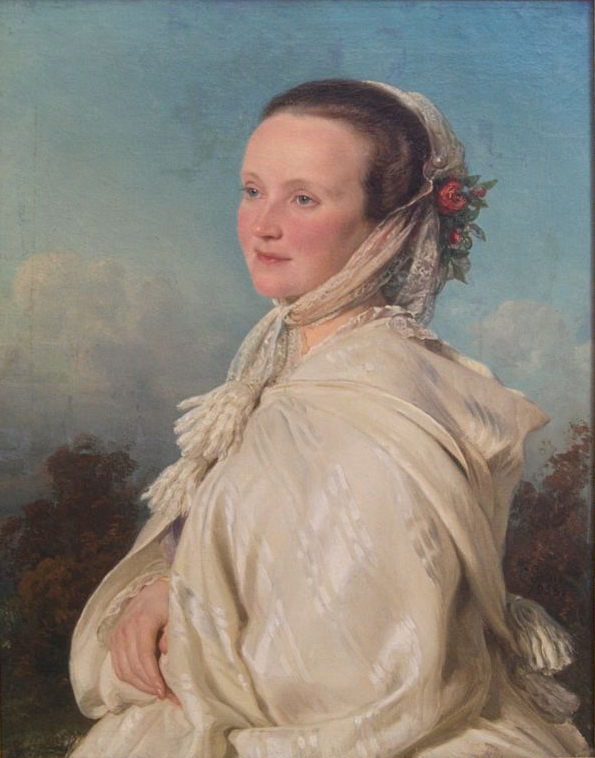
Marie von Nassau, Fürstin zu Wied, 1858 gemalt von Karl Ferdinand Sohn

Er war der Sohn des Johann August Karl Fürst zu Wied (1779–1836), 3. Fürst zu Wied, und der Sophie Auguste Prinzessin zu Solms-Braunfels (1796–1855).
Er heiratete am 20. Juni 1842 in Biebrich Prinzessin Marie von Nassau (* 29. Januar 1825 auf Schloss Biebrich; † 24. März 1902 im Segenhaus bei Neuwied), die Tochter des Herzogs Wilhelm von Nassau (1792–1839) und dessen erster Ehefrau Prinzessin Luise von Sachsen-Hildburghausen (1794–1825). Marie war die Schwester von Herzog Adolf von Nassau. 
Aus der Ehe gingen drei Kinder hervor:
- Elisabeth zu Wied, Künstlername Carmen Sylva (1843–1916), sie heiratete 1869 König Karl I. von Rumänien aus dem Hause Hohenzollern-Sigmaringen.
- Wilhelm Fürst zu Wied (1845–1907), der 1871 Marie von Oranien-Nassau, Prinzessin der Niederlande (1841–1910), eine Enkelin des Preußenkönigs Friedrich Wilhelm III. und von König Wilhelm I. der Niederlande, heiratete.
- Otto (1850–1862)